# Sosthene Moguenara
Sosthene Taroum Moguenara (Sarh, 17 ottobre 1989) è una lunghista tedesca di origine ciadiana.

## Palmarès
| Anno | Manifestazione   | Sede           | Evento         | Risultato | Prestazione | Note                                     |
| ---- | ---------------- | -------------- | -------------- | --------- | ----------- | ---------------------------------------- |
| 2009 | Europei under 23 | Kaunas         | Salto in lungo | 4ª        | 6,69 m      |                                          |
| 2010 | Mondiali indoor  | Doha           | Salto in lungo | 11ª (q)   | 6,37 m      |                                          |
| 2011 | Europei under 23 | Ostrava        | Salto in lungo | Bronzo    | 6,74 m      | Miglior prestazione personale            |
| 2011 | Mondiali         | Taegu          | Salto in lungo | 31ª (q)   | 6,02 m      |                                          |
| 2012 | Europei          | Helsinki       | Salto in lungo | 4ª        | 6,66 m      |                                          |
| 2012 | Giochi olimpici  | Londra         | Salto in lungo | 19ª (q)   | 6,23 m      |                                          |
| 2013 | Mondiali         | Mosca          | Salto in lungo | 12ª       | 6,42 m      |                                          |
| 2014 | Mondiali indoor  | Sopot          | Salto in lungo | 10ª (q)   | 6,44 m      |                                          |
| 2014 | Europei          | Zurigo         | Salto in lungo | 9ª        | 6,38 m      |                                          |
| 2015 | Europei indoor   | Praga          | Salto in lungo | Argento   | 6,83 m      | Miglior prestazione personale stagionale |
| 2015 | Mondiali         | Pechino        | Salto in lungo | 27ª (q)   | 6,23 m      |                                          |
| 2016 | Giochi olimpici  | Rio de Janeiro | Salto in lungo | 10ª       | 6,61 m      |                                          |
| 2018 | Mondiali indoor  | Birmingham     | Salto in lungo | Bronzo    | 6,85 m      | Miglior prestazione personale stagionale |
| 2018 | Europei          | Berlino        | Salto in lungo | 17ª (q)   | 6,54 m      |                                          |

## Altre competizioni internazionali
2013
- Campionati europei a squadre di atletica leggera ( Gateshead)